# مصر في الألعاب البارالمبية الصيفية 2008
شاركت مصر في الألعاب البارالمبية الصيفية 2008 في بكين، و قد شارك في المنافسة 38 رياضي مصري.

## مقالات ذات صلة
- مصر في الألعاب الأولمبية الصيفية 2008